# Julie Pomagalski
Pour les articles homonymes, voir Pomagalski (homonymie).
Julie Pomagalski, née le 10 octobre 1980 à La Tronche (Isère) et morte le 23 mars 2021 à Andermatt dans le canton d'Uri en Suisse, est une snowboardeuse française. 
Sacrée championne du monde de snowboardercross en 1999, elle évolue pendant sa carrière en club au Ski Club de Méribel.

## Biographie
Julie Pomagalski est la petite-fille de Jean Pomagalski, fondateur de la société de construction de remontées mécaniques Poma.
Julie Pomagalski pratique les disciplines du slalom parallèle, le géant parallèle et le boardercross. Elle snowboarde en position « regular ».
En 1999, est sacrée championne du monde de snowboardercross à Berchtesgaden (Allemagne), et remporte la Coupe du monde de la discipline en 2004.
Elle participe aux Jeux olympiques d'hiver de 2006 à Turin où elle prend la 23e place du cross et la 6e place du géant parallèle, le même résultat qu'aux Jeux olympiques d'hiver de 2002 à Salt Lake City.
Le 23 mars 2021, alors qu'elle fait du ski hors-piste avec trois autres personnes dans la zone du Steintäler, dans l'Unteralptal uranais, descendant le Gemsstock (de), elle est emportée par une avalanche. Son corps est retrouvé sans vie par les sauveteurs.

## Palmarès

### Jeux olympiques
| Édition / Épreuve      | Snowboardcross | Slalom géant parallèle |
| ---------------------- | -------------- | ---------------------- |
| JO 2002 Salt Lake City | –              | 6e                     |
| JO 2006 Turin          | 23e            | 6e                     |

### Championnats du monde
| Édition / Épreuve                  | Snowboardcross | Slalom géant parallèle | Slalom parallèle | Slalom géant |
| ---------------------------------- | -------------- | ---------------------- | ---------------- | ------------ |
| Mondiaux 1999 Berchtesgaden        | Or             | –                      | –                | –            |
| Mondiaux 2001 Madonna di Campiglio | 18e            | 24e                    | –                | 19e          |
| Mondiaux 2003 Kreischberg          | –              | Argent                 | 10e              | –            |
| Mondiaux 2005 Whistler             | 8e             | 9e                     | 5e               | –            |
| Mondiaux 2007 Arosa                | 6e             | 8e                     | 21e              | –            |

### Coupe du monde
- 1 gros globe de cristal :
  - Vainqueur du classement général en 2004.
- 34 podiums dont 9 victoires (5 en slalom géant parallèle, 2 en slalom parallèle et 2 en snowboardcross).

#### Différents classements en Coupe du monde
| Saison / Épreuve | Saison / Épreuve | Général | Général | SGP    | SGP    | SLP    | SLP    | PAR    | PAR    | SBX    | SBX    |
| Saison / Épreuve | Saison / Épreuve | Class.  | Points  | Class. | Points | Class. | Points | Class. | Points | Class. | Points |
| ---------------- | ---------------- | ------- | ------- | ------ | ------ | ------ | ------ | ------ | ------ | ------ | ------ |
| 1998             | 1998             | 127e    | 16      | –      | –      | –      | –      | –      | –      | –      | –      |
| 1999             | 1999             | 41e     | 244     | –      | –      | –      | –      | –      | –      | 20e    | 500    |
| 2000             | 2000             | 8e      | 815     | 31e    | 456    | –      | –      | 31e    | 456    | 6e     | 4 260  |
| 2001             | 2001             | 21e     | 445     | –      | –      | 14e    | 2 767  | –      | –      | 12e    | 1 860  |
| 2002             | 2002             | 4e      | 563     | 5e     | 4 720  | 17e    | 1 120  | 24e    | 400    | 11e    | 1 600  |
| 2003             | 2003             | 6e      | 403     | –      | –      | –      | –      | 13e    | 3 410  | 11e    | 1 330  |
| 2004             | 2004             | 1re     | 863     | –      | –      | –      | –      | 3e     | 6 900  | 2e     | 4 220  |
| 2005             | 2005             | –       | –       | –      | –      | –      | –      | 8e     | 3 520  | 13e    | 1 820  |
| 2006             | 2006             | 2e      | 8 030   | –      | –      | –      | –      | 2e     | 5 130  | 7e     | 2 900  |
| 2007             | 2007             | 20e     | 2 460   | –      | –      | –      | –      | 17e    | 1 700  | 13e    | 760    |

#### Détail des victoires
| Édition / Épreuve | Slalom géant parallèle | Slalom parallèle | Snowboardcross | Total |
| 2000-2001         | Asahikawa              |                  |                | 1     |
| 2001-2002         | Mont Sainte-Anne       |                  |                | 1     |
| 2002-2003         | Maribor                |                  |                | 1     |
| 2003-2004         | Alpe d'Huez            | Sapporo          | Bardonecchia   | 3     |
| 2005-2006         | Lake Placid            | Landgraaf        | Whistler       | 3     |
| Total             | 5                      | 2                | 2              | 9     |

### Championnats du monde junior
| Édition / Épreuve           | Slalom géant parallèle | Slalom parallèle | Slalom géant |
| --------------------------- | ---------------------- | ---------------- | ------------ |
| Mondiaux 1998 Chamrousse    | –                      | –                | Or           |
| Mondiaux 1999 Seiser Alm    | 6e                     | –                | –            |
| Mondiaux 2000 Berchtesgaden | Or                     | Bronze           | –            |